# Milan Otáhal
Milan Otáhal (9. června 1928 Vsetín – 9. října 2017) byl český historik soudobých dějin a bývalý disident. Zabýval se především obdobím tzv. normalizace.

## Život
Na Filozofické fakultě Univerzity Karlovy v Praze vystudoval československé a světové dějiny a dva roky zde působil jako asistent. Od roku 1955 byl vědeckým pracovníkem Historického ústavu ČSAV. Jako člen KSČ se v 60. letech účastnil reformního procesu a později se stal spoluautorem knihy Sedm pražských dnů (tzv. Černé knihy), což mu přineslo trestní stíhání, vyloučení ze strany a zákaz povolání. V 70. a 80. letech působil jako spoluautor samizdatového sborníku Historické studie a náležel k zakládajícím signatářům Charty 77.
Po roce 1989 vedl oddělení dějin tzv. normalizace nově založeného Ústavu pro soudobé dějiny Akademie věd České republiky, přednášel na filozofických fakultách v Praze a Brně a absolvoval též stáže v zahraničí. Kromě toho vydal řadu publikací k období let 1969–1989, mezi nimi rozsáhlou knihu Sto studentských revolucí, obsahující rozhovory s účastníky listopadového převratu. I v penzi nadále zůstával členem redakční rady Soudobých dějin a redakčního okruhu Českého časopisu historického.

## Dílo (výběr)
- Dělnické hnutí na Ostravsku 1917–1921. Příspěvek k hospodářsko-sociálnímu a politickému vývoji ostravsko-karvínského revíru. Ostrava : Krajské nakladatelství, 1957.
- Zápas o pozemkovou reformu v ČSR. Praha : ČSAV, 1963.
- Češi v dějinách nové doby (pokus o zrcadlo). Praha : Rozmluvy, 1991. (s P. Pithartem a P. Příhodou pod pseudonymem PODIVEN)
- Der rauhe Weg zur "samtenen Revolution". Vorgeschichte, Verlauf und Akteure der antitotalitären Wende in der Tschechoslowakei. Köln : Bundesinstitut für ostwissenschaftliche und internationale Studien, 1992.
- Opozice, moc, společnost 1969–1989. Příspěvek k dějinám "normalizace". Praha : Maxdorf, 1994
- Podíl tvůrčí inteligence na pádu komunismu. Brno : Doplněk, 1999.
- Sto studentských revolucí. Studenti v období pádu komunismu: životopisná vyprávění. Praha : NLN, 1999. (s M. Vaňkem)
- Normalizace 1969–1989. Příspěvek ke stavu bádání. Praha : Ústav pro soudobé dějiny AV ČR, 2002.
- Studenti a komunistická moc v českých zemích 1968-1989. Praha : Dokořán, 2003.
- Wo ist unsere Heimat? Geschichte und Schicksal in den Ländern der böhmischen Krone. München : Langen Müller, 2003. (s P. Pithartem a P. Příhodou)
- Opoziční proudy v české společnosti 1969–1989. Praha : Ústav pro soudobé dějiny AV ČR, 2011.